# メソアメリカの文字
メソアメリカの文字（メソアメリカのもじ）とは、メソアメリカ諸文明によって使われていた、スペインによるアメリカ大陸の植民地化以前から住む先住民の言語を表記するための文字および文字風の記号である。紀元前1千年紀から存在するが、18世紀までにラテン・アルファベット表記以外は使用されなくなった。

## 概要
メソアメリカの表記体系として現存するものは十数種類があるが、その多くはただひとつしか遺物が残っておらず、ある程度充分な資料のある表記体系は限られる。
メソアメリカ南部では、サポテカ文字、ラ・モハラの文字（エピ・オルメカ文字）、マヤ文字のような発達した文字体系が使用された。充分に解読されているのはマヤ文字だけだが、これらはいずれも通常は上から下への縦書きで書かれ、棒と点による数字を使う点、文字の順序が言語の文法を反映している点などで共通している。
これに対して中央メキシコで後古典期以降に発達したミシュテカ文字、アステカ文字などでは文字は暦や数字、地名、人名などの単語を示すためだけに用いられ、文章を記すことはできない。主要な情報は絵によって示され、文字というよりも原文字と呼ぶのが適当である。表音的な要素もあるが、語呂合わせによる判じ絵(rebus writing)的な方法で音が表現される。たとえばアステカの地名に多い -tlan は、アステカ文字では歯(tlantli)の絵で表される。
メソアメリカでは文字を書く行為は重要であり、各言語に「紙」「本」「文字」「筆写者」を意味する語が残っている。しかし、現存するメソアメリカの書物はきわめて少ない。

## 主要な文字

### オルメカ文字
オルメカ文明では複雑な図像を発達させたが、終末期（エピ・オルメカ）を除いて文字と呼べるものは使われていなかったようである。ただし、1990年代末に発見されたカスカハルの石塊の刻文のように、オルメカ文字ではないかと主張されているものがいくつか存在する。

### サポテカ文字
上記のオルメカの文字を除くと、メソアメリカ最古の文字はメキシコのオアハカ州に分布するサポテカ文字で、紀元前600年ごろからの資料が残っているが、10世紀ごろに滅びた。碑文が残っているが、マヤ文字と比べると数が少なく、いまのところ暦と数字以外はあまり解読されていない。資料の分布から、オト・マンゲ語族のサポテック語を表記していると考えられている。

### ニュイニェ文字
サポテカ文明の北西にあたるメキシコのオアハカ州ミシュテカ・バハ地方に残る文字はニュイニェ文字(Ñuiñe)と呼ばれる。400年から700年ごろの資料が残る。サポテカ文字によく似ている。

### ラ・モハラの文字
ラ・モハラの文字（エピ・オルメカ文字）の資料は、メキシコのベラクルス州、テワンテペク地峡のメキシコ湾側に分布する。主要なものは1986年に発見されたラ・モハーラ1号石碑（2世紀）と、トゥシュトラの小像（2世紀）である。ほかにもいくつかの遺物が残る。テレンス・カウフマンとジョン・ジャステソンが解読を発表し、ミヘ・ソケ語族の先ソケ祖語(pre-proto Sokean)で書かれているとしたが、必ずしもすべての学者がこの解読を受け入れているわけではない。

### イサパ文化の文字
先古典期のイサパ文化の石碑に、文字を記したものがいくつかある。エル・バウルの1号石碑には1世紀の長期暦の日付を記している。アバフ・タカリクの2号石碑も部分的にしか残っていないが紀元前の日付を長期暦で記している。アバフ・タカリクの5号石碑は2世紀の日付を記し、ほかにいくつかの文字を記している。カミナルフユの10号石碑はマヤ文字とは異なる文字を記しているが、解読できていない。

### マヤ文字
マヤ文字の碑文はグアテマラのペテン県を中心として、メキシコ、ベリーズ、ホンジュラスに分布する。ほかに土器や、4つの絵文書が残っている。基本的に縦書きで行は左から右へ進むが、長文の文章では2行ずつ読む（行の一番上の左、一番上の右、2番目の左……の順に読む）。
マヤ文字は250年ごろの資料が残っているが、実際にはもっと早くから使われていたと考えられている（サン・バルトロの壁画の文字は紀元前のものだが、古典期のマヤ文字と大きく異なるため充分解読できていない）。マヤの都市国家は9世紀ごろに衰退して石碑は作られなくなったが、その後もマヤ文字は生きのこり、スペイン人の到来した時にもまだ使われていた。フランシスコ会の宣教師ディエゴ・デ・ランダは絵文書を焼き捨てるなどの文化破壊を行ったが、その一方で『ユカタン事物記』を著し、マヤ暦の体系やマヤ文字の読み方についての鍵を記した。ランダの記載はエジプトのヒエログリフにおけるロゼッタ・ストーンの役割を果たした。マヤ文字の解読は2段階で行われ、まず19世紀の末にドイツのエルンスト・フェルステマンがマヤ文字のうちの暦や天文学に関する記述を解明した。それ以外の部分は長く未解読だったが、ソ連のユーリー・クノロゾフが1950年代にマヤ文字が表語文字とCV型の音節文字の組み合わせであることを明らかにし、ランダのアルファベットや絵文書の絵と比較することで表音文字の音価を解明していった。クノロゾフの説は西側では当初批判されたが、1970年代末には広く受け入れられるようになった。その後、多くの学者の努力によって1990年代にはマヤ文字は完全とは言わないが、おおむね読めるようになった。

### テオティワカンの文字
テオティワカンに文字があったかどうかは議論がある。トーマス・バルテルはテオティワカンの壁画内にある並んだ記号の列を文字と考えたが、他の学者の賛同を得られなかった。ジェームズ・C・ラングレーは地名をあらわす文字または記号を指摘している。最近ではラ・ベンティージャの「Plaza de los Glifos」の床一面に42の記号が記されているのが発見され、カール・タウベがこれを文字としている。いずれにしても未解読である。
2016年には石製のミニチュアの祭壇の裏面から奉納年を記した文字と思われるものが発見された。

### ミシュテカ文字とアステカ文字
ミシュテカの言語はオト・マンゲ語族のミシュテック語、アステカの言語はユト・アステカ語族のナワトル語であり、全然違っているが、文字は共通点が多い。マヤ文字と異なって碑文はごく少数しか残っておらず、主な資料は絵文書である。これらの絵文書は主要な情報を絵で表現し、文字は地名などを示すために補助的に使われる。したがって解読というよりも文化的な習慣による解釈が必要になる。
アステカの絵文書はスペイン人の到達後のものしか残っておらず、西洋の影響を受けている。それらのうちにはメンドーサ絵文書のようにスペイン語で説明が加えられているものがあり、アステカ文字のロゼッタ・ストーンとして働いた。ミシュテカ文字は充分な資料が存在しないために解読が進んでいない。